# Teresa Sawicka
Teresa Sawicka (ur. 1 czerwca 1949 w Krakowie) – polska aktorka teatralna i filmowa, dr hab. nauk o sztukach pięknych.

## Życiorys
W 1972 r. ukończyła studia na PWST w Krakowie.

## Nagrody
- 1978: XVIII Kaliskie Spotkania Teatralne. Została wyróżniona za odegranie żony impresaria w Odejściu głodomora.
- 1980: Za rolę Aktorki w spektaklu Villa dei Misteri została nagrodzona przez Wrocławskie Towarzystwo Przyjaciół Teatru.
- 1984: XXIV Kaliskie Spotkania Teatralne. Nagrodzona za odegranie roli Felice w sztuce Pułapka, którą napisał Tadeusz Różewicz.
- 1994: Plebiscyt na najpopularniejszego aktora Wrocławia, którego organizatorami są redakcja Słowa Polskiego oraz Wrocławskie Towarzystwo Przyjaciół Teatru. Otrzymała Złotą Iglicę.
- 1997: Nagroda prezydenta Wrocławia.
- 1998: Nagroda Prezydenta Wrocławia dla Teatru k2. W uzasadnieniu napisano: Konsekwentne obalanie mitu o upadku teatru.

## Odznaczenia
- 1983: Srebrny Krzyż Zasługi
- 2004: Krzyż Kawalerski Orderu Odrodzenia Polski
- 2006: Srebrny Medal „Zasłużony Kulturze Gloria Artis”

## Teatr
- Teatr Narodowy w Warszawie: 1972–1975
- Teatr Współczesny we Wrocławiu: 1975–1985
- Teatr Polski we Wrocławiu: od 1985

## Przed kamerą
- 1972: Zaraza jako sekretarka Wilkonia
- 1974: Padalce jako urzędniczka
- 1975: Zanim włączysz pierwszy bieg
- 1978: Roman i Magda jako kobieta
- 1979: Kung-Fu jako Irena Markowska
- 1980: Ukryty w słońcu jako recenzentka
- 1980: Laureat
- 1980: Przed odlotem jako żona Wareckiego
- 1980: Bo oszalałem dla niej jako Celina Karkowska, znajoma Kolatowskiej
- 1981: On, Ona, Oni jako Marta
- 1981: Dreszcze jako matka Tomka
- 1981: Zderzenie
- 1981: Wolny strzelec jako Dąbkówna
- 1982: Wielki Szu jako recepcjonistka Halinka
- 1982: Głosy jako Iwona
- 1982: Popielec jako Popędzołka
- 1983: Synteza jako Irena
- 1983: Nadzór jako Beata
- 1984: Trapez
- 1984: Remis
- 1984: Dokąd człowieku?
- 1985: Daleki dystans jako matka Jacka
- 1985: Przez dotyk jako lekarka
- 1986: Inna wyspa jako lekarka
- 1986: Głód serca jako przyjaciółka Marii
- 1986: Tango z kaszlem jako Halina
- 1987: Pusta klatka
- 1988: Bez grzechu jako matka w latach pięćdziesiątych
- 1989: Szklany dom jako ciotka Wandy
- 1991: Powodzenia, żołnierzyku jako madame Gaillaume
- 1997: Lata i dni jako Barbara
- 1997: Historie miłosne jako żona pułkownika Matałowskiego
- 1997: Farba jako pacjentka w szpitalu
- 1998: Poniedziałek jako Halina
- 1998: Dom Pirków jako sąsiadka Pirków
- 1998–1999: Życie jak poker jako Barbara
- 2000: Nie ma zmiłuj jako matka Moniki
- 2002: Głośniej od bomb jako Krystyna, matka Kaśki
- 2003–2007: Na Wspólnej jako Janina Kosowska, matka Barbary
- 2004: W dół kolorowym wzgórzem jako Milena
- 2005–2006: Warto kochać jako Grażyna Kuś-Kłaptocz, żona burmistrza Rajska
- 2005: Boża podszewka II jako chłopka w Juryszkach
- 2006: Chłopiec na galopującym koniu jako pielęgniarka z izby przyjęć
- 2006: Co słonko widziało jako klientka
- 2006: Beautiful – matka Ani
- 2007: Nie panikuj! jako lekarz
- 2009: Droga do raju – matka Mirka
- 2011–2012: Pierwsza miłość Bogumiła Tomczak, matka Renaty
- 2012: Prawo Agaty – sędzia Winiarska

## Przed kamerą gościnnie
- 2003: Fala zbrodni jako matka Emila Wiśniewskiego (odc. 5)
- 2011: Głęboka woda jako sąsiadka Marleny (odc. 12)

## Użyczyła głosu
- 1990: Urodziny Kaja – Krystyna
- 1991: Kobieta na wojnie – Mme. Baudhuin
- 1972–1981: Dziwny świat kota Filemona – narratorka
- 1991: Podróż z zaczarowanym ołówkiem
- 1997: Kocia Wielkanoc